# ホフブロイハウス

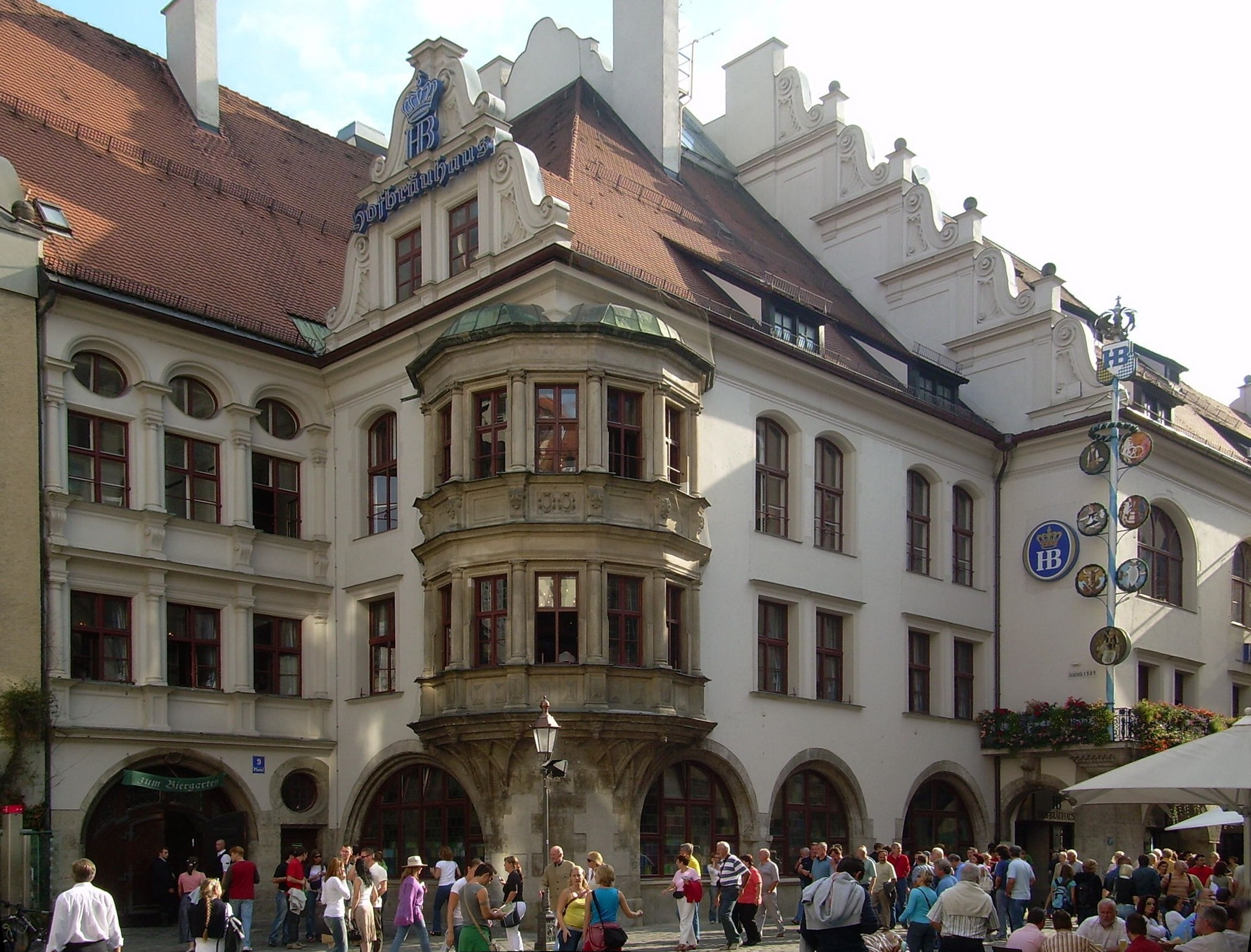
ホフブロイハウスの外観

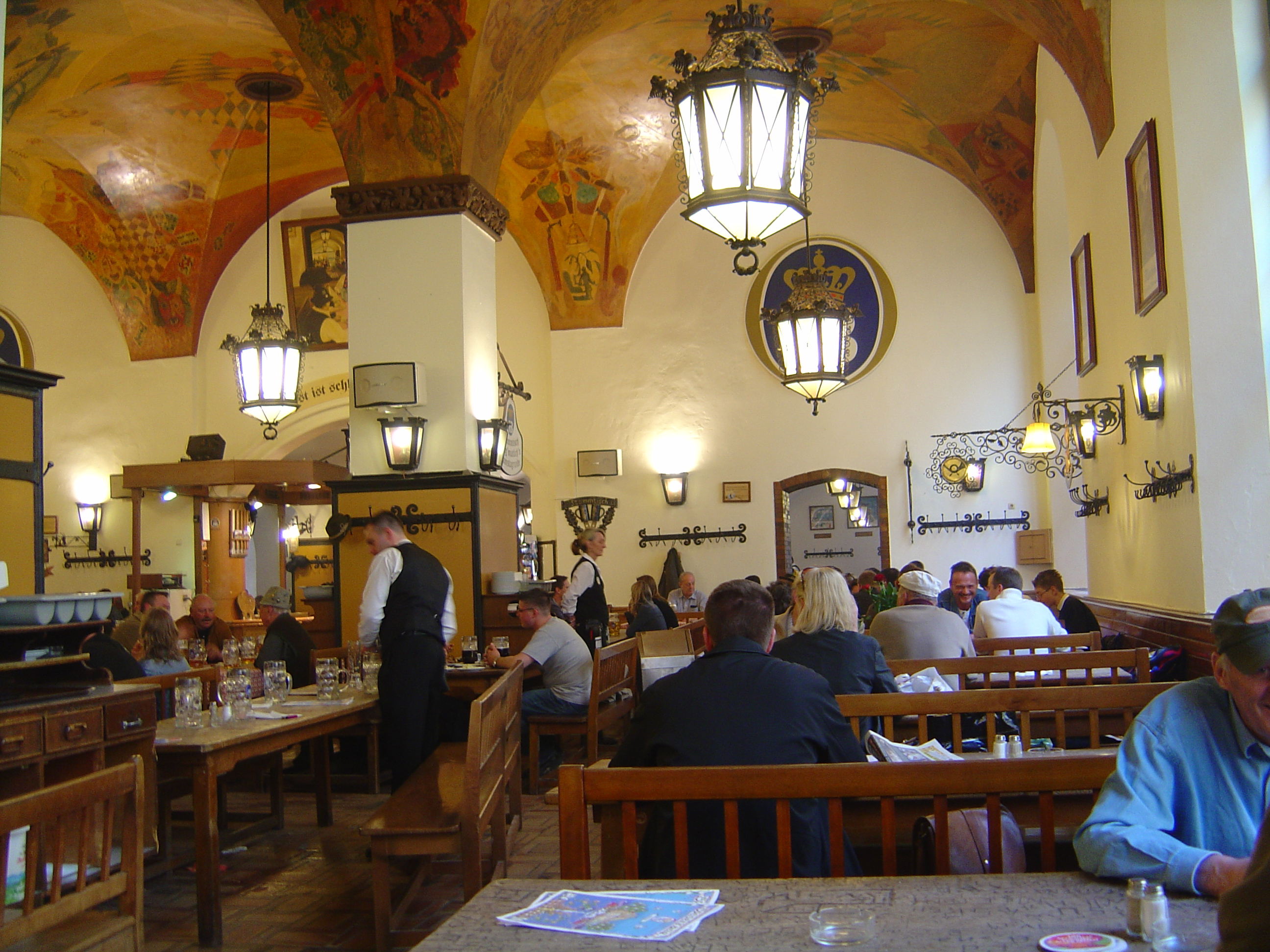
ホフブロイハウスの店内

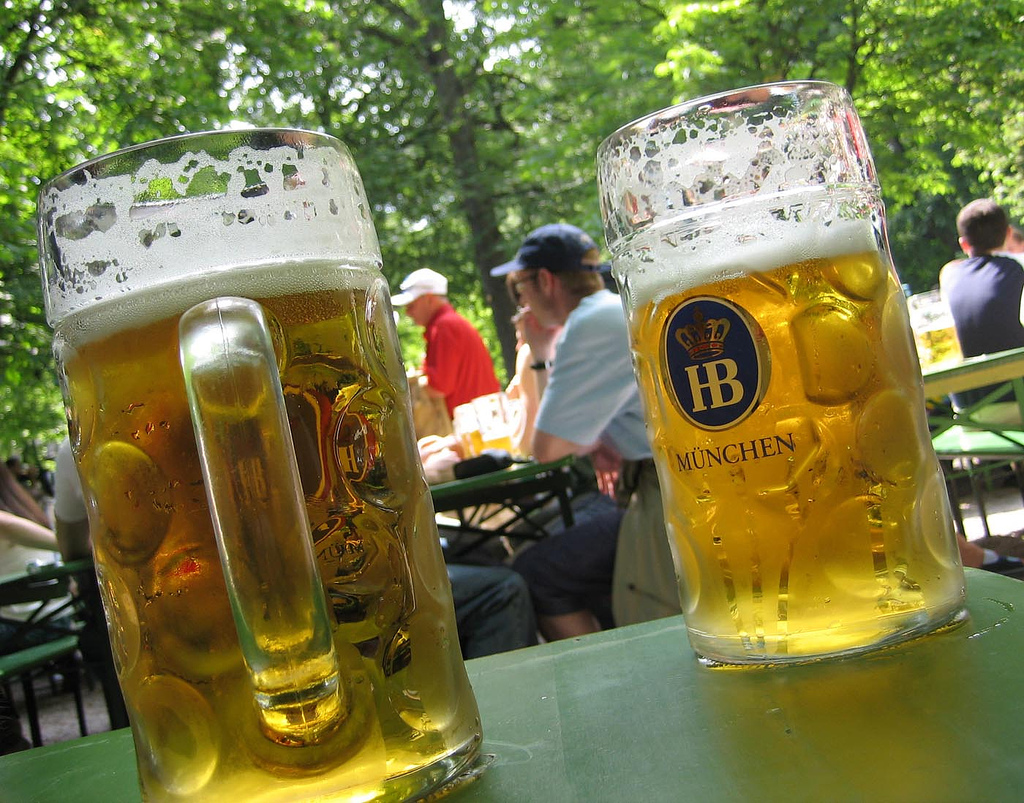
ホフブロイハウス醸造のロゴが入ったビールジョッキ。エングリッシャーガルテン内のビアガーデンにて

ホフブロイハウスまたはホーフブロイハウス（Hofbräuhaus am Platzl）とは、州立ホフブロイハウス醸造会社が直営する、ドイツ連邦共和国バイエルン州ミュンヘン市にあるビアホールの一つである。Platzl（プラッツル）はミュンヘン都心の地名で、小さな広場を意味し、ホフブロイハウスはここに面する建物のひとつである。

## 概要
ミュンヘンの中心部、マリエン広場から徒歩約5分の所に位置する。店舗建物の1階がビアホール、2階がレストラン、3階が有料のショーが催されるフロアとなっている。また、1階の中庭はビアガーデンとなっている。
中でも1階は体育館ほどの広さのあるホールとなっており、木の長椅子と長いテーブルが並んでいる。原則として相席となる。バンド演奏も行われており、『乾杯の歌（Ein Prosit）』等が演奏されている。
旅行ガイドブック等ではミュンヘンの観光名所の一つと紹介され、外国人観光客も来店する。店内には英文のメニューも用意されている。

## 歴史
- 1589年 - バイエルン公・ヴィルヘルム5世の命によりブルワリーとして開設。当初は茶色のエールだけが醸造されていた。
- 1602年 - バイエルン選帝侯・マクシミリアン1世により、小麦ビールの醸造を独占する。
- 1607年 - 需要増に伴い、マクシミリアン1世の命で小麦ビール専用のブルワリーを現場所に開設。
- 1610年 - マクシミリアン1世が同ブルワリーのビールについて、宮廷だけでなく、一般人への販売を認可。
- 1806年 - バイエルンの王国化に伴い、王立となる。
- 1828年 - バイエルン国王・ルートヴィヒ1世の命により、ブルワリーを一般開放し、居酒屋となる。
- 1852年 - バイエルン国王・マクシミリアン2世により民営化。
- 1879年 - ベルリンの帝国特許庁へ商標を登録。
- 1896年 - ブルワリーのみを移転。
- 1897年 - 建築家・マックス・リットマンにより、現在のビアホールの建物が建設される。
- 1908年 - 客の一人がビアホールでレモンソーダを注文する。ウェイターが皆これを拒絶する中で、主人だけがこの注文に応じた。
- 1920年 - 国家社会主義ドイツ労働者党の党大会が開かれ、聴衆2000人が集まる。25カ条綱領が承認された。
- 1944年 - 第二次世界大戦中、連合国軍による空襲の被害を受ける。建物は破壊されたが、地下室にあった数百のビールジョッキは無事だった。
- 1958年 - 新しいフェスティバルホールを再建。

## 主な提供ビール
- ホフブロイ・デゥンケル（独：Hofbräu Dunkel／英：Hofbräu Dark Beer）- 創業時に醸造されたダーク・ビール。
- ホフブロイ・オリジナルラガー（独・英：Hofbräu Original）
- ミュンヘナー・ヴァイスビア（独・英：Münchner Weisse）
- シュヴァルツ・ヴァイスビア（独・英：Schwarze Weisse）- ローストされた小麦が使われた濃色ビール。
- ホフブロイ・マイボック（独・英：Hofbräu Maibock）- 冬の期間に熟成され、春から初夏にかけて販売される。アルコール度数が高め。
- ラドラー（独・英：Radler） - ビールとレモネードのカクテル。